# 阿部航斗
阿部 航斗（あべ こうと、1997年8月1日 - ）は、新潟県新潟市江南区出身のプロサッカー選手。Jリーグ・ジュビロ磐田所属。ポジションはゴールキーパー。

## 来歴
亀田フットボールクラブからアルビレックス新潟のアカデミーに加入。2013年には2013 FIFA U-17ワールドカップに出場するU-17日本代表に飛び級で選出され、グループリーグ第2戦のベネズエラ戦で先発出場してチームの勝利に貢献した。2014年4月から2015年末にかけて、トップチームに2種登録選手として選手登録された。
高校卒業後は筑波大学へ進学し、蹴球部へ入部。1年次の関東大学サッカーリーグ戦の開幕節からベンチ入りし、後期リーグ開幕戦で大学リーグ戦デビューを果たした。4年次の2019年にはチームの副将を務めた。また、同年のユニバーシアードに出場する日本代表に選出され、日本代表の優勝に貢献した。
2020年から、新潟へ加入、背番号は21番となる。この番号は、野澤洋輔や東口順昭、守田達弥といった新潟の歴代正ゴールキーパーを務めた選手が着用してきた番号である。1年目の2020年シーズンは大分トリニータから期限付き移籍で加入した小島亨介や小島の負傷離脱後に台頭した藤田和輝にポジション争いで敗れ、公式戦での出場は無かった。
しかし翌2021シーズンは一転。昨季レギュラーを務めたていた小島が怪我の手術で戦列離脱したため、シーズン開幕前のプレーシーズンからレギュラーとして出場しており、開幕戦も昨季ポジション争いで敗れた藤田を抑えてスタメンを勝ち取った。その後も出場を続け、一時は小島復帰に伴って控えに戻るも、小島のコンディションが上向かなかったこともあって再び先発の座を勝ち取り、シーズン終了までレギュラーとして出場。32試合に出場するなどと飛躍のシーズンとなった。
2024年12月23日、ジュビロ磐田へ完全移籍することが発表された。

## 所属クラブ
- 亀田フットボールクラブ（新潟市立亀田東小学校）
- アルビレックス新潟ジュニアユース（新潟市立亀田中学校）
- アルビレックス新潟U-18（開志学園高等学校）
  - 2014年4月 - 2015年 アルビレックス新潟（2種登録選手）
- 2016年 - 2019年 筑波大学
- 2020年 - 2024年 アルビレックス新潟
- 2025年 - ジュビロ磐田

## 個人成績
| 国内大会個人成績 | 国内大会個人成績 | 国内大会個人成績 | 国内大会個人成績 | 国内大会個人成績 | 国内大会個人成績 | 国内大会個人成績 | 国内大会個人成績 | 国内大会個人成績 | 国内大会個人成績 | 国内大会個人成績 | 国内大会個人成績 |
| 年度             | クラブ           | 背番号           | リーグ           | リーグ戦         | リーグ戦         | リーグ杯         | リーグ杯         | オープン杯       | オープン杯       | 期間通算         | 期間通算         |
| 年度             | クラブ           | 背番号           | リーグ           | 出場             | 得点             | 出場             | 得点             | 出場             | 得点             | 出場             | 得点             |
| 日本             | 日本             | 日本             | 日本             | リーグ戦         | リーグ戦         | リーグ杯         | リーグ杯         | 天皇杯           | 天皇杯           | 期間通算         | 期間通算         |
| ---------------- | ---------------- | ---------------- | ---------------- | ---------------- | ---------------- | ---------------- | ---------------- | ---------------- | ---------------- | ---------------- | ---------------- |
| 2016             | 筑波大           | 30               | -                | -                | -                | -                | -                | 1                | 0                | 1                | 0                |
| 2017             | 筑波大           | 30               | -                | -                | -                | -                | -                | 4                | 0                | 4                | 0                |
| 2020             | 新潟             | 21               | J2               | 0                | 0                | -                | -                | -                | -                | 0                | 0                |
| 2021             | 新潟             | 21               | J2               | 32               | 0                | -                | -                | 0                | 0                | 32               | 0                |
| 2022             | 新潟             | 21               | J2               | 0                | 0                | -                | -                | 1                | 0                | 1                | 0                |
| 2023             | 新潟             | 21               | J1               | 4                | 0                | 6                | 0                | 4                | 0                | 14               | 0                |
| 2024             | 新潟             | 21               | J1               | 5                | 0                | 8                | 0                | 2                | 0                | 15               | 0                |
| 2025             | 磐田             | 13               | J2               |                  |                  |                  |                  |                  |                  |                  |                  |
| 通算             | 日本             | 日本             | J1               | 9                | 0                | 14               | 0                | 6                | 0                | 23               | 0                |
| 通算             | 日本             | 日本             | J2               | 32               | 0                | -                | -                | 1                | 0                | 33               | 0                |
| 通算             | 日本             | 日本             | 他               | -                | -                | -                | -                | 5                | 0                | 5                | 0                |
| 総通算           | 総通算           | 総通算           | 総通算           | 41               | 0                | 14               | 0                | 19               | 0                | 61               | 0                |

- 2014年および2015年の2種登録選手としての出場はなし。

## タイトル

### チーム
筑波大学蹴球部
- 全日本大学サッカー選手権大会（2016年）
- 関東大学サッカーリーグ戦（2017年）

### 個人
- 全日本大学サッカー選手権大会・ベストGK（2016年）
- 関東大学サッカーリーグ戦・ベストイレブン（2017年）

## 代表・選抜歴
- U-16日本代表
  - 豊田国際ユースサッカー大会（2013年）
- U-17日本代表
  - サニックス杯国際ユースサッカー大会（2013年）
  - FIFA U-17ワールドカップ（2013年）
- U-18日本代表
  - ロシア遠征（2018年）
- 全日本大学選抜
  - デンソーカップサッカー（2018年 - 2019年）
- U-21日本代表
  - AFC U-23選手権（2018年）
  - トゥーロン国際大会（2018年）
- ユニバーシアードサッカー日本代表
  - ユニバーシアードサッカー競技（2019年）